# NGC 2433
NGC 2433 је тројна звезда у сазвежђу Мали пас која се налази на NGC листи објеката дубоког неба.
Деклинација објекта је + 9° 15' 33" а ректасцензија 7h 42m 43,6s. Привидна величина (магнитуда) објекта NGC 2433 износи 10,2.